# Championnats de Corée du Nord de cyclisme sur route
Les championnats de Corée du Nord de cyclisme sur route sont les championnats nationaux de cyclisme sur route organisés par la Fédération cycliste de la Corée du Nord.

## Hommes

### Podiums de la course en ligne
| Année | Vainqueur      | Deuxième       | Troisième     |
| ----- | -------------- | -------------- | ------------- |
| 2007  | Ho Nam Ri      | Chol Ryong Kim | Hyon U Ri     |
| 2008  | Chol Ryong Kim | Jae Un Kim     | Ho Nam Ri     |
| 2009  | Ho Nam Ri      | Chol Ryong kim | Myong-su Jang |

### Podiums du contre-la-montre
| Année | Vainqueur      | Deuxième  | Troisième     |
| ----- | -------------- | --------- | ------------- |
| 2007  | Chol Ryong Kim | Ho Nam Ri | Hyon U Ri     |
| 2008  | Chol Ryong Kim | Ho Nam Ri | Jae Un Kim    |
| 2009  | Chol Ryong Kim | Ho Nam Ri | Song Chol Ryu |

## Femmes

### Podiums de la course en ligne
| Année | Vainqueur    | Deuxième   | Troisième  |
| ----- | ------------ | ---------- | ---------- |
| 2009  | Pong Sim Pak | Jing Ok Ri | Yong Ok Ri |

### Podiums du contre-la-montre
| Année | Vainqueur    | Deuxième  | Troisième  |
| ----- | ------------ | --------- | ---------- |
| 2009  | Pong Sim Pak | Ye Song O | Yong Ok Ri |